# Hypercompe lantanae
Hypercompe lantanae är en fjärilsart som beskrevs av Fabricius 1793. Hypercompe lantanae ingår i släktet Hypercompe och familjen björnspinnare. Inga underarter finns listade i Catalogue of Life.